# 主として環状6号道路を経由して、板橋附近より五反田、品川に至る路線
主として環状6号道路を経由して、板橋附近より五反田、品川に至る路線（しゅとしてかんじょうろくごうどうろをけいゆして、いたばしふきんよりごたんだ、しながわにいたるろせん）は、かつて東京都区部に建設が計画されていた高速鉄道（地下鉄）路線である。
1972年（昭和47年）、都市交通審議会答申第15号において「今後検討すべき路線」に位置づけられたが、1985年（昭和60年）の運輸政策審議会答申第7号では削除された。

## 概要
高度経済成長期に商業地化が進んだ環状6号道路（山手通り）の地下に高速鉄道を建設する構想であった。環状5号道路（明治通り）の地下を通る地下鉄13号線（東京メトロ副都心線）とともに、山手線の混雑を緩和し、池袋、新宿、渋谷といった副都心を育成することを目的としていた。しかしオイルショックにより建設の目途が立たなくなったこと、山手貨物線の旅客化（埼京線の整備）によって役割をほぼ代替されたことにより、詳細な検討が進められることなく計画は中止された。

## 経由地
都市交通審議会答申第15号の「東京圏都市高速鉄道網図（都区部）」では次のように記されている。
- 板橋区役所付近
- 東中野駅
- 中目黒駅
- 五反田駅
- 品川駅